# Coppenbrügge
Coppenbrügge est une commune de Basse-Saxe, en Allemagne, située dans l'arrondissement de Hamelin-Pyrmont.

## Quartiers
- Bäntorf
- Behrensen
- Bessingen
- Bisperode
- Brünnighausen
- Coppenbrügge
- Diedersen
- Dörpe
- Harderode
- Herkensen
- Hohnsen
- Marienau

## Histoire
Coppenbrügge a été mentionnée pour la première fois dans un document officiel en 1000 sous le nom de Cobbanbrug.

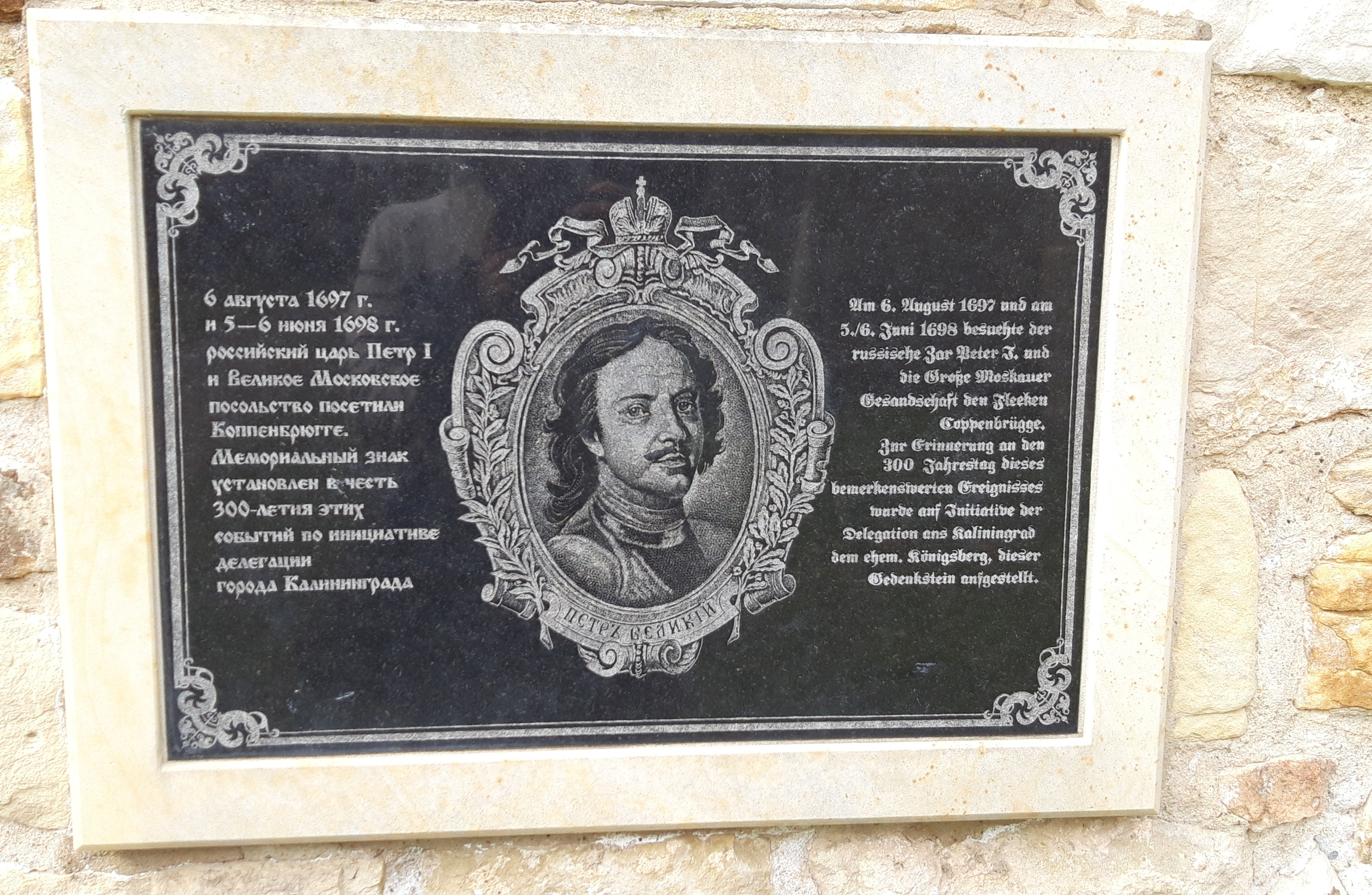
Plaque commémorative célébrant la visite du tsar  Pierre le Grand en 1697 à Coppenbrügge.
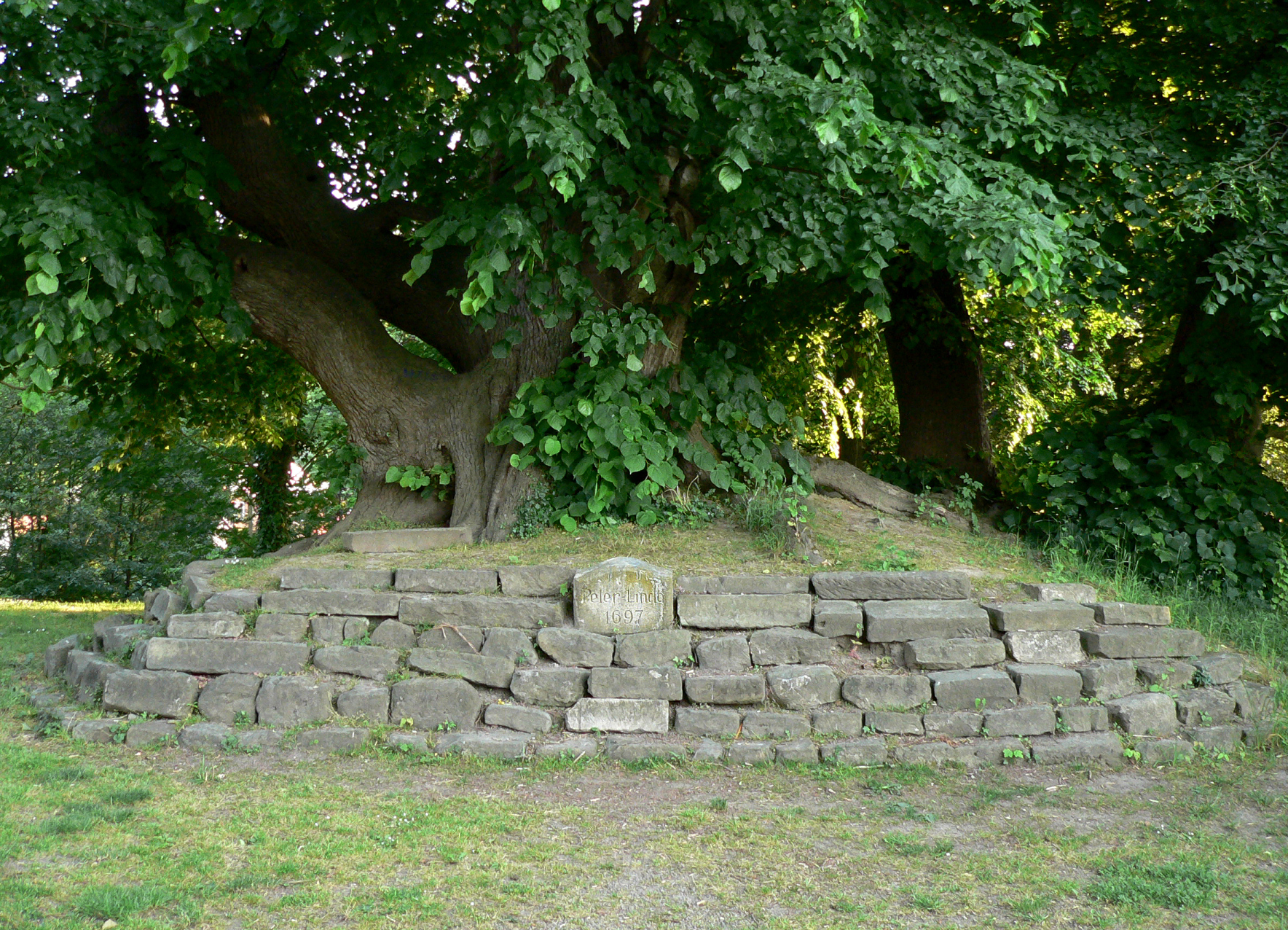
Tilleul du château de Coppenbrügge, nommé Peterlinde (de) en mémoire du passage de Pierre le Grand.

## Population
- 1961 : 8 439
- 1970 : 8 255
- 1987 : 7 665
- 1995 : 8 025
- 2005 : 7 927
- 2011 : 7 306

## Jumelage
- Marolles-en-Hurepoix (France) depuis 1994

### Sources et bibliographie
- (de) Cet article est partiellement ou en totalité issu de l’article de Wikipédia en allemand intitulé « Coppenbrügge » (voir la liste des auteurs).